# 奎里纳莱宫
奎里納萊宫（義大利語：Palazzo del Quirinale），现为意大利总统府，坐落于羅馬七丘之一奎里纳莱山，1871年罗马并入意大利王国，这座原本是教宗的宫殿被改为意大利国王的王宫。1946年以后改为意大利共和国的总统府。奎里納萊宫也是一座艺术特色而闻名的建筑。

## 集合
自1946年以来所有的银器和覆盖共和国总统仪式的高表达，是最古老的银意大利设计公司CESA 1882这是一个独特的收藏。